# Sikory Ostrokolskie
Sikory Ostrokolskie (deutsch Schikorren, 1938–45 Kiefernheide) ist ein Ort in der polnischen Woiwodschaft Ermland-Masuren und gehört zur Gmina Ełk (Landgemeinde Lyck) im Powiat Ełcki (Kreis Lyck).

## Geographische Lage
Sikory Ostrokolskie liegt am Flüsschen Ełk (Lyck) im südlichen Osten der Woiwodschaft Ermland-Masuren, acht Kilometer südlich der Kreisstadt Ełk (Lyck). Im Norden des Ortes erstrecken sich die „Sikorowskie łąki“ (deutsch Neuendorfer Bruch).

## Geschichte
Das heutige Sikory Ostrokolskie wurde um 1539 gegründet und besteht wie seinerzeit aus nur ein paar kleinen Gehöften. Nach 1818 wurde dem Namen Schikorren der Zusatz Kirchspiel Ostrokollen beigegeben.
Der Ort wurde 1874 in den neu errichteten Amtsbezirk Ostrokollen (polnisch Ostrykół) eingegliedert, der – 1938 in „Amtsbezirk Scharfenrade“ umbenannt – bis 1945 bestand und zum Kreis Lyck im Regierungsbezirk Gumbinnen (ab 1905: Regierungsbezirk Allenstein) in der preußischen Provinz Ostpreußen gehörte.
Im Jahre 1910 wurden in Schikorren 62 Einwohner registriert, im Jahre 1933 waren es 39. Aufgrund der Bestimmungen des Versailler Vertrags stimmte die Bevölkerung im Abstimmungsgebiet Allenstein, zu dem Schikorren gehörte, am 11. Juli 1920 über die weitere staatliche Zugehörigkeit zu Ostpreußen (und damit zu Deutschland) oder den Anschluss an Polen ab. In Schikorren stimmten 60 Einwohner für den Verbleib bei Ostpreußen, auf Polen entfielen keine Stimmen.
Am 3. Juni (amtlich bestätigt am 16. Juli) des Jahres 1938 wurde Schikorren aus politisch-ideologischen Gründen der Abwehr fremdländisch klingender Ortsnamen in „Kiefernheide“ umbenannt. Die Einwohnerzahl lag 1939 bei 26.
Im Jahre 1945 wurde der Ort in Kriegsfolge mit dem gesamten südlichen Ostpreußen nach Polen überstellt und erhielt die polnische Namensform „Sikory Ostrokolskie“. Heute ist er eine Ortschaft im Verbund der Gmina Ełk (Landgemeinde Lyck) im Powiat Ełcki (Kreis Lyck), bis 1998 der Woiwodschaft Suwałki, seither der Woiwodschaft Ermland-Masuren zugehörig.

## Kirche
Schikorren resp. Kiefernheide war bis 1945 in die evangelische Kirche Ostrokollen (1938 bis 1945 Scharfenrade, polnisch Ostrykół) in der Kirchenprovinz Ostpreußen der Kirche der Altpreußischen Union sowie in die römisch-katholische Kirche St. Adalbert in Lyck im Bistum Ermland eingepfarrt.
Heute gehört Sikory Ostrokolskie katholischerseits zur Pfarrei Nowa Wieś Ełcka (deutsch Neuendorf) mit der Filialkirche Bobry (Bobern) im Bistum Ełk der Römisch-katholischen Kirche in Polen. Die evangelischen Einwohner halten sich zur Kirchengemeinde in Ełk, einer Filialgemeinde der Pfarrei in Pisz (deutsch Johannisburg) in der Diözese Masuren der Evangelisch-Augsburgischen Kirche in Polen.

## Verkehr
Sikory Ostrokolskie liegt ein wenig abseits vom Verkehrsgeschehen und ist nur über einen Landweg vom Nachbarort Lipińskie Małe (Lipinsken, 1935 bis 1945 Lindenfließ) aus zu erreichen. Lipińskie Małe ist zugleich die 
nächste Bahnstation an der Bahnstrecke Giżycko–Białystok.